# Alpheus saxidomus
Alpheus saxidomus is een garnalensoort uit de familie van de Alpheidae. De wetenschappelijke naam van de soort is voor het eerst geldig gepubliceerd in 1980 door Holthuis.